# الناس مقامات (فلم)
الناس مقامات فيلم مصري من إنتاج عام 1954، بطولة درية أحمد وشكري سرحان، تأليف وإخراج وإنتاج السيد زيادة.

## قصة الفيلم
يتردد رياض باشا على وكر للقمار يديره رجل خارج عن القانون مع أسرته، وفي هذا الوكر يفقد الباشا الكثير من أمواله، تحاول ابنة الشرير إيقاع ضابط الشرطة ابن الباشا في شباكها طمعا في أمواله، تتظاهر أمامه بالعفة وحسن السلوك ثم تحاول استقدامه إلى منزلها، تكتشف الأمر إحدى قريبات الفتاة، وتسعى إلى تحذيره، ويعرف الشاب بالأمر، ويكتشف أن أباه قد وقع بين براثن أهل هذا البيت، تتولد قصة حب بين الضابط الشاب، وبين الفتاة التي حذرته، يتعاونان معا في القضاء على وكر القمار، ويتم القبض على صاحب الوكر، ويتزوج الضابط من الفتاة.

## بطولة
- درية أحمد
- شكري سرحان
- علوية جميل
- حسن فايق
- محمود المليجي
- سميحة توفيق
- حسين عيسى
- هند رستم
- توفيق الدقن
- محسن حسنين
- عبد المنعم بسيوني
- زينات علوي (راقصة)

## فريق العمل
- إخراج: السيد زيادة
- تأليف: السيد زيادة
- إنتاج: السيد زيادة
- توزيع: شركة أفلام القاهرة
- مونتاج: أحمد إسماعيل
- تصوير: برونو سالفي
- تم التصوير في ستوديوهات حدائق شبرا
- تم الطبع والتحميض في ستوديوهات حدائق شبرا

## أغاني الفيلم
- كلمات: السيد زيادة، أحمد منصور
- ألحان: إبراهيم حسين، أحمد صبرة

## وصلات خارجية
- مقالات تستعمل روابط فنية بلا صلة مع ويكي بيانات
- صفحة الفيلم في قاعدة بيانات الأفلام العربية